# Colline Poison Spring
La colline Poison Spring, en anglais Poison Spring Hill, est un sommet montagneux américain dans le comté de Montrose, au Colorado. Elle culmine à 2 755 mètres d'altitude dans les monts Elk occidentaux. Bien que partie d'une propriété privée, elle est protégée au sein du parc national de Black Canyon of the Gunnison, dont il est le point culminant.